# Plat (Mežica)
Plat is een plaats in Slovenië en maakt deel uit van de gemeente Mežica in de NUTS-3-regio Koroška. De plaats telde 62 inwoners op 1 januari 2020. De plaatselijke kerk, gebouwd in de 15e eeuw, is gewijd aan de heilige Leonardus en behoort tot de parochie van Mežica.